# Villa Tusculum (Weimar)

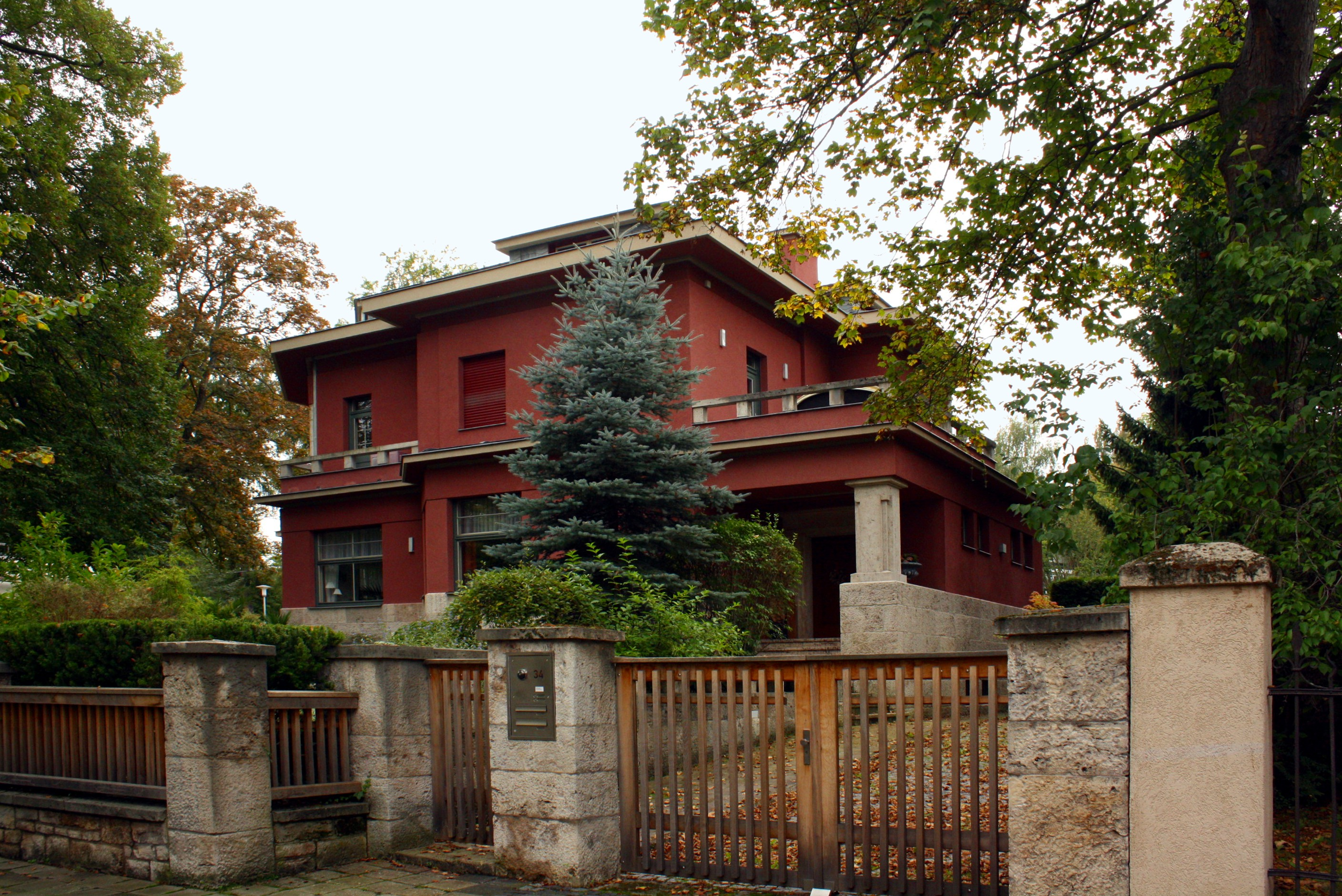
Villa Tusculum

Die Villa Tusculum ist ein großbürgerliches Wohnhaus in Weimar, Freiherr-vom-Stein-Allee 34 in der Südstadt. Die von dem Architekten Thilo Schoder, einem Schüler Henry van de Veldes, entworfene Villa wurde 1922–1923 gebaut und steht seit 1982 unter Denkmalschutz.

## Geschichte
Die zweigeschossige Villa auf dem Eckgrundstück an der Kreuzung von Helmholtzstraße und Freiherr-vom-Stein-Allee wurde für das Ehepaar Arthur und Hildegard Lessner gebaut und wird auch Villa Lessner oder Haus Hilda Lessner genannt. Arthur Lessner war Generaldirektor des norwegischen Unternehmens Nobel.
Schoder arbeitete hier mit dem Materialkontrast von Travertin für den hohen, gequaderten Sockel und dunklen Putzflächen. Das Gebäude hat ein weit vorkragendes, sehr flach geneigtes, mit Schiefer gedecktes Dach. Das Mauerwerk aus Ziegeln oberhalb des Travertinsockels wurde mit Kalkzementputz abgedeckt. Der Haupteingang des zweiflügeligen Baukörpers liegt an der Nordseite. Die Empfangs- und Repräsentationsräume sind äußerlich durch vier Travertinpfeiler hervorgehoben, deren Ecken abgeschrägt wurden. Die Seitenflügel sind mit Veranden und Balkonen ausgestattet. Der stilistische Einfluss von van de Velde und von Frank Lloyd Wright auf Schoder ist unverkennbar.
Der Name Tusculum rührt von einem 1950 im Haus eingerichteten Café her. Ab 1953 wurde die Villa durch ein Ingenieurbüro genutzt. Von der bauzeitlichen Ausstattung sind dennoch große Teile erhalten geblieben, darunter Türen, Schiebefenster, Parkett, Deckenschmuck in Stucktechnik, Kamine, Verkleidungen von Heizkörpern, Ziergitter und Treppen.